# 北京石油化工学院
北京石油化工学院位于北京市大兴区黄村地区清源北路19号，该校创建于1978年，简称石化学院。是中央与北京市共建，以北京市管理为主的学校。目前拥有位于大兴清源和康庄的两处校区和燕山石化的实习基地。北京石油化工学院现有在校本科生6800多人，硕士研究生300多人，成人教育学生1200多人，是一所拥有12个院系的综合大学。

## 研究机构设置

### 历任校长
- 佟泽民（？－2005年7月）
- 郭文莉（2005年8月－2016年8月）
- 蒋毅坚（2016年8月－2021年9月）
- 罗学科（2021年9月－）

### 学院

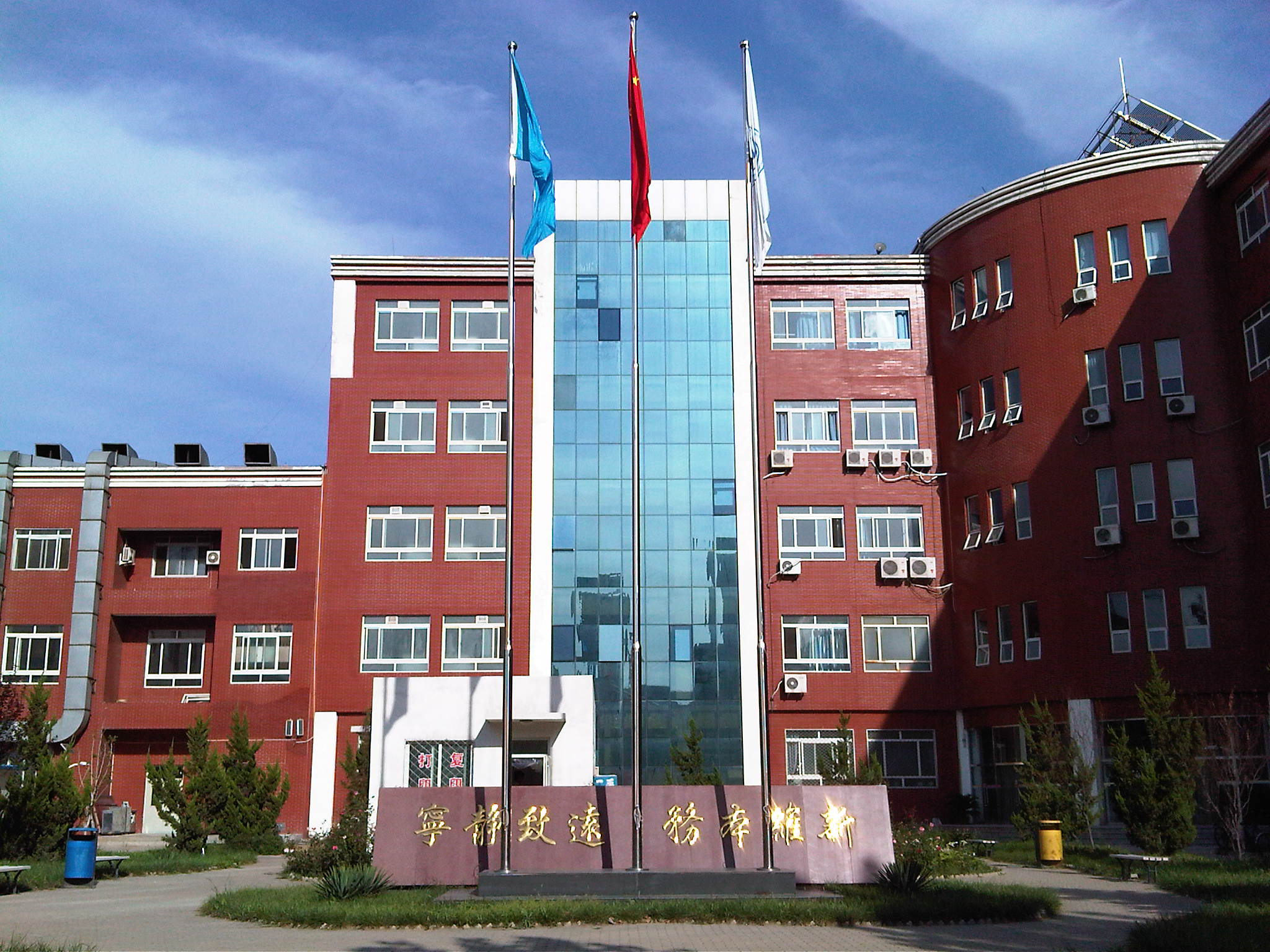
康庄校区

- 材料与化工学院
- 机械工程学院
- 信息工程学院
- 经济管理学院
- 人文社科学院
- 国际教育学院
- 继续教育学院
- 外语系
- 数理教学部
- 体育教学部
- 工程实践教学部